# Штефан, Лео
Ле́о Ште́фан (Леонид Леонидович Штефан) (нем. Leo Stefan; 22 февраля 1970, Челябинск, РСФСР, СССР) — советский, а позже немецкий хоккеист, нападающий. Выступал за сборную Германии на Олимпийских играх.

## Карьера
Отец — немец (1945 г.р.), мать — русская (погибла в 1984 в автокатастрофе).
Воспитанник хоккейной школы челябинского «Металлурга». Начал заниматься хоккеем с 7 лет. Первые тренеры — Валерий Рякин и Владимир Шабунин, позднее Штефана тренировал Николай Бец. С 17 лет в дубле «Трактора» — в команде «Металлург» (Челябинск).
В 1989 призван в армию, отыграл два года в составе свердловского СКА.
В 1990 году уехал в Германию в клуб «Кёльнер Хайе», переговоры с которым вели его родственники, за который играл до 1996 года. Чемпион Германии 1995 года.
На протяжении 7 лет был игроком «ДЕГ Метро Старс», в 2003 недолго выступал за «Фрайбург», а затем вернулся в «Кёльнер Хайе». Из-за травмы был вынужден завершить карьеру в клубе «Фюксе».
На зимних Олимпийских играх 1994 в составе сборной Германии провёл 9 матчей в которых отметился 3 шайбами.
Участник чемпионатов мира 1994, 1995, 1996, 1997, 1998 и Кубка мира 1996.